# Geelstuitbergbuidelspreeuw
De geelstuitbergbuidelspreeuw (Cacicus chrysonotus) is een zangvogel uit de familie Icteridae (troepialen). 

## Taxonomie
De soort werd in 1838 door de Franse vogelkundigen Frédéric de Lafresnaye en Alcide d'Orbigny geldig beschreven.Over de status van de hier als ondersoort gepresenteerde geelvleugelbergbuidelspreeuw (C. c. leucoramphus) is geen consensus. Dit taxon is op grond van onder andere moleculair genetisch onderzoek gepubliceerd tussen 1999 en 2014 als aparte soort afgesplitst, maar op grond van niet goed onderzochte introgressie in Peru, waar beide populaties elkaar raken, heeft de South American Classification Commission de soort als ondersoort op de lijst gezet.

## Kenmerken
De vogel is 25 tot 30 cm lang. De vogel is overwegend zwart met een bijna witte snavel en een heldergele stuit. De ondersoort geelvleugelbergbuidelspreeuw is gemiddeld iets kleiner en heeft een duidelijke gele vleugelstreep.

## Verspreiding en leefgebied
Er zijn drie ondersoorten:
- C. c. chrysonotus:  in de Andes van Peru tot in Bolivia.
- C. c. leucoramphus (geelvleugelbergbuidelspreeuw): in de Andes van Colombia en westelijk Venezuela tot in zuidoostelijk Ecuador.
- C. c. peruvianus: in de Andes in het noorden en midden van Peru.

De leefgebieden liggen in montaan subtropisch natuurlijk bos op hoogten tussen de 1800 en 3600 meter boven zeeniveau.

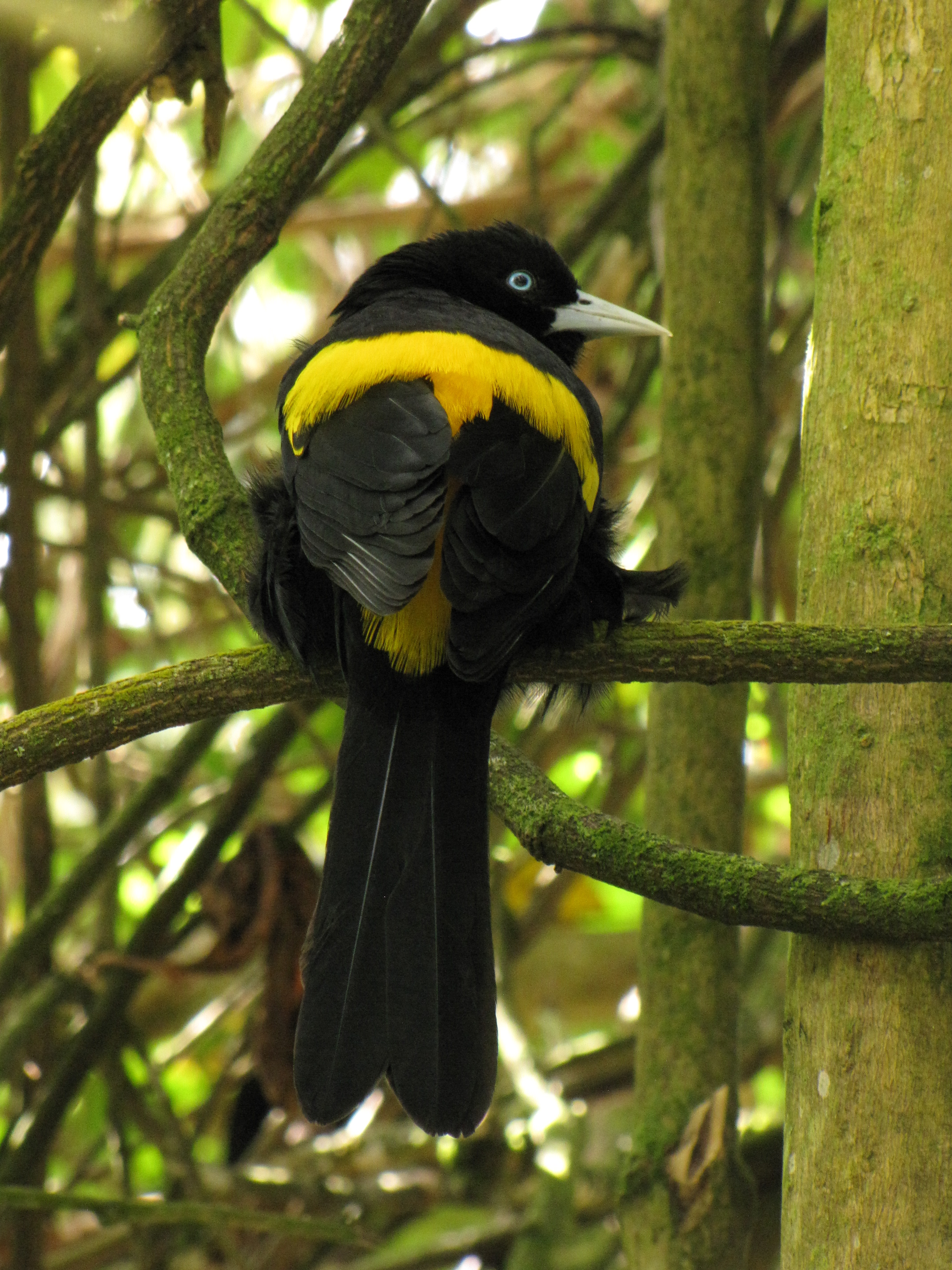
Geelvleugelbergbuidelspreeuw (C. c. leucoramphus)
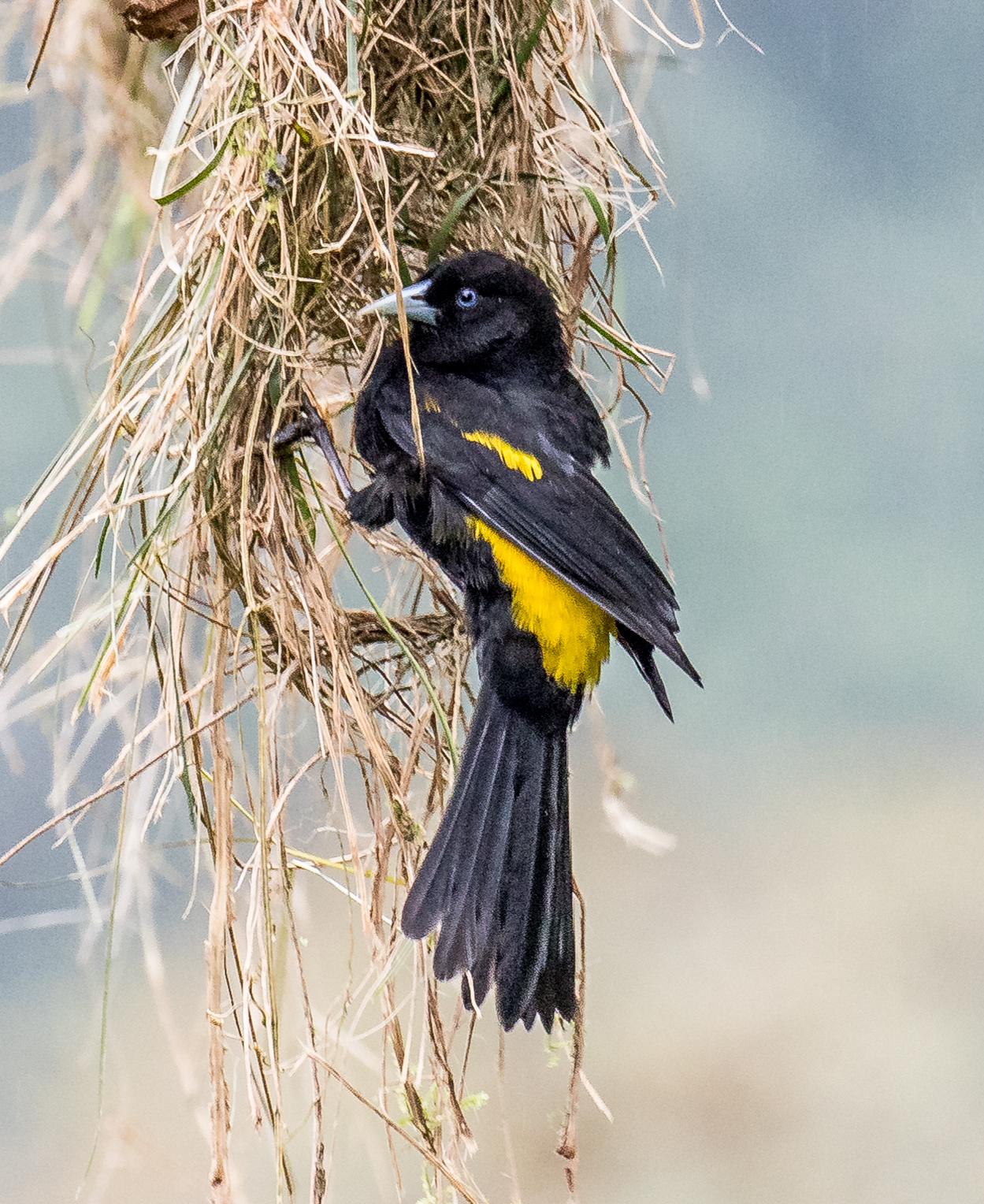
Geelstuitbergbuidelspreeuw (C. c. chrysonotus)